# Ибн ас-Салах ат-Табиб
Наджм ад-Дин Абу-ль-Футу́х А́хмад ибн Муха́ммад ибн ас-Сури́ аль-Хамада́ни (араб. نجم الدين أبو الفتوح أحمد بن محمد بن السري الهمداني‎), известный как Ибн ас-Сала́х ат-Таби́б (араб. ابن الصلاح الطبيب‎; ум. 1146 или 1153) — сельджукский математик персидского происхождения, астроном, логик и врач, уроженец Хамадана, работал в Багдаде и Дамаске.
Составил ряд комментариев к сочинениям Аристотеля, Евклида, Ибн аль-Хайсама, аль-Кухи. Комментарий к «Альмагесту» Птолемея носит название «Трактат о причине ошибок и описок в таблицах книг VII и VIII „Альмагеста“, а также возможные исправления к ним». Комментарий Ибн ас-Салаха примечателен из-за того, что автор имел на руках пять версий «Альмагеста» (сирийская версия, «старая» версия, версия аль-Халладжа, оригинал версии Исхака ибн Хунайна и версия Исхака, проверенная Сабитом ибн Куррой). Сопоставляя эти версии и наблюдая за звёздами, он попытался установить наилучшие значения долготы и широты для избранных звёзд из «Альмагеста».
Ибн ас-Салах умер в 548 году по мусульманскому летоисчислению (1153 год), по другим сведениям — в 541 г. х. (1146 год) в Дамаске. Похоронен на суфийском кладбище возле реки Банияс.